# FFS (groupe)
Pour les articles homonymes, voir FFS.
FFS (Franz Ferdinand and Sparks) est un supergroupe américano-britannique. Il est formé en 2015 par le groupe écossais de rock indépendant Franz Ferdinand et le groupe californien de rock Sparks. Bien qu'enregistrant depuis le milieu des années 2000, le supergroupe sort son premier album, homonyme, le 8 juin 2015 au Royaume-Uni et le lendemain aux États-Unis.

## Biographie

### Origines (2004)
Franz Ferdinand et Sparks ont à originellement travaillé au début de 2004, peu après la sortie de l'album éponyme de Franz Ferdinand, période durant laquelle les deux groupes se découvriront une admiration commune. Ils travailleront alors sur quelques démos, l'une d'entre elles étant Piss Off, la douzième chanson de FFS, mais les deux groupes seront tellement occupés de leur côté qu'ils ne pourront enregistrer d'albums ensemble.

### Formation etFFS(depuis 2014)
En 2013, les deux groupes sont annoncés au Coachella Valley Music and Arts Festival. À la recherche d'un dentiste à San Francisco, Alex Kapranos, membre de Franz Ferdinand, est découvert par Ron et Russell Mael des Sparks. Les frères Mael invitent le groupe à leur set au festival, et plus tard, les deux groupes s'accordent à enregistrer ensemble un album. Le 9 mars 2015, Franz Ferdinand et Sparks forment un supergroupe appelé FFS.
Le 1er avril, leur album éponyme est annoncé pour le 8 juin au Royaume-Uni, et le 9 juin aux États-Unis. FFS est enregistré aux RAK Studios de Londres pendant 15 jours en 2014. Il est produit par John Congleton. FFS est un succès critique et commercial.

## Membres
- Alex Kapranos - chant, chœurs, claviers
- Nick McCarthy - guitare, clavier, chœurs
- Bob Hardy - basse, chœurs
- Paul Thomson - batterie, percussions, chœurs
- Ron Mael - claviers, chœurs
- Russell Mael - chant, chœurs

## Discographie

### Albums studio
- 2015 : FFS (Domino Records)

### Singles
- Johnny Delusional
- Call Girl